# Rhaphiptera lavaissierorum
Rhaphiptera lavaissierorum es una especie de escarabajo longicornio del género Rhaphiptera, tribu Pteropliini, subfamilia Lamiinae. Fue descrita científicamente por Dalens & Tavakilian en 2007.
La especie se mantiene activa durante el mes de agosto.

## Descripción
Mide 9,2 milímetros de longitud.

## Distribución
Se distribuye por Guayana Francesa.